# Maud Barger-Wallach

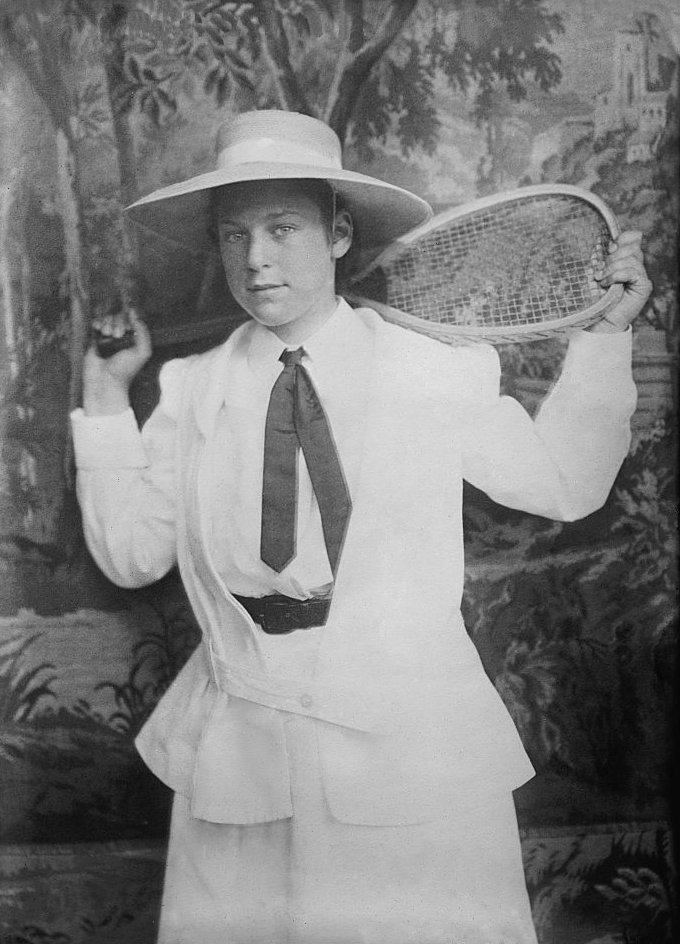
Maud Barger-Wallach

Maud Barger-Wallach (* 15. Juni 1870 in New York; † 2. April 1954 in Baltimore, Maryland) war eine US-amerikanische Tennisspielerin.

## Karriere
Im Jahr 1908 wurde sie mit 38 Jahren die damals älteste Frau, die die amerikanischen Tennismeisterschaften, heute US Open, gewinnen konnte. Diesen Rekord nahm ihr Molla Mallory im Jahr 1926 mit 42 Jahren ab.
Im Jahr 1958 wurde Maud Barger-Wallach in die International Tennis Hall of Fame aufgenommen.